# A Verdade Que Conduz à Vida Eterna
A Verdade Que Conduz à Vida Eterna (no original em inglês, The Truth That Leads to Eternal Life) é um livro lançado em 1968, em inglês e também em várias outras línguas incluindo o português, e publicado pela Sociedade Torre de Vigia de Bíblias e Tratados da Pensilvânia.
O lançamento ocorreu na conclusão do discurso: "As 'Boas Novas' de um Mundo sem Religião Falsa", proferido durante o programa de sexta-feira, nas Assembleias de Distrito das Testemunhas de Jeová com o tema "Boas Novas Para Todas as Nações", realizadas em vários países em 1968.

## Exemplares distribuídos
Na sua edição de 1990, o Livro Guinness dos Recordes (Guiness World Records) incluiu este livro no capítulo "Maiores Tiragens". Em maio de 1987, o livro Verdade já tinha alcançado uma tiragem de 106.486.735 exemplares impressos em 116 línguas, segundo o livro Guinness.
Em 1983, o colunista Marco Antônio Birnfeld, do Jornal do Comércio de Porto Alegre, declarou que, dentre os 12 maiores best sellers de todos os tempos, alistava os seguintes:
1. 2.458.000.000 - A Bíblia — exemplares vendidos desde 1816
2. 900.000.000 - Citações das Obras de mao tse tung
3. 250.000.000 - American Spelling Book
4. 90.000.000 - A Verdade Que Conduz à Vida Eterna
5. 70.000.000 - Mensagem a Garcia
6. 50.000.000 - The World Almanac
7. 35.000.000 - In His Steps
8. 34.000.000 - O Livro Guiness dos Recordes
9. 30.000.000 - The Common Sense Book of Baby and Child Care
10. 20.000.000 - O Vale das Bonecas
11. 19.000.000 - American Red Cross First Aid Book
12. 17.000.000 - Infant Care

Alistado em quarto lugar nesta lista, o livro Verdade era o livro mais distribuído na Europa, logo depois da Bíblia. Apesar de ter sido substituído por manuais de estudo posteriores, desde o seu lançamento o livro Verdade alcançou uma tiragem de mais de 107 milhões de cópias em 117 línguas.

## Objetivo
De 1946 a 1968, as Testemunhas de Jeová usavam o livro Seja Deus Verdadeiro, publicado pela Sociedade Torre de Vigia, como principal instrumento dos seus cursos bíblicos domiciliares gratuitos, tendo sido publicados uns 19.250.000 exemplares em 54 línguas. Este manual veio a ser substituído pelo livro Verdade que, segundo mencionado na sua segunda página, era "dedicado ao Deus que é clemente com todos os que buscam Sua verdade vivificadora".
Por muitos anos, foi usado eficazmente com os interessados no estudo da Bíblia pelas Testemunhas de Jeová. Antes disso, não era incomum que alguns estudassem ano após ano sem ser batizados. Mas este instrumento foi projetado para envolver os estudantes, incentivando-as a aplicar o que aprendia. Em três anos, a partir de 1 de setembro de 1968 até 31 de agosto de 1971, o total de 434.906 pessoas foram batizadas — mais do que o dobro do número dos que foram batizados durante os três anos precedentes. Esse livro de bolso, de 192 páginas, foi preparado tendo em mente os recém-interessados. Continha 22 capítulos sobre assuntos tais como: "Por Que É Sábio que Examine Sua Religião", "Por que Envelhecemos e Morremos", "Onde Estão os Mortos?", "Por Que Permitiu Deus a Iniquidade Até Hoje?", "Como se Identifica a Religião Verdadeira" e "Estabelecendo Uma Vida Feliz em Família". O livro Verdade destinava-se a incentivar os estudante da Bíblia a raciocinar sobre a matéria considerada e aplicá-la na sua própria vida.
Finalmente, em 1982 (em português, em 1983), o livro Poderá Viver Para Sempre no Paraíso na Terra tornou-se o principal compêndio usado pelas Testemunhas de Jeová ao dirigirem estudos bíblicos, sendo posteriormente substituído pelo livro Conhecimento que Conduz à Vida Eterna. Atualmente é usado o manual O Que a Bíblia Realmente Ensina?, publicado em 2005.

## Sites oficiais das Testemunhas de Jeová
- (em português) - Site oficial das Testemunhas de Jeová
- (em português) - Tradução do Novo Mundo das Escrituras Sagradas Bíblia on-line